# John Louis Mansi
John Louis Mansi (ur. 8 listopada 1926 w Londynie, zm. 6 sierpnia 2010 w Bexhill-on-Sea) – brytyjski aktor.
Występował w brytyjskim serialu komediowym ’Allo ’Allo!, w którym wcielił się w rolę Engelberta von Smallhausena. Zagrał również m.in. w filmach: Help! (1965), Włoska robota (1969), Opowieści z krypty (1972).
Przez ostatnie lata życia zmagał się z chorobą Parkinsona. W maju 2010 zdiagnozowano u niego raka płuc. Zmarł 6 sierpnia 2010.